# Hulpverleningszone Oost
De Hulpverleningszone Oost is een van de 35 Belgische en een van de zes Oost-Vlaamse hulpverleningszones. De zone verzorgt vanuit 8 brandweerposten de brandweerzorg en een belangrijk deel van de ambulancehulpverlening in het oosten van de provincie Oost-Vlaanderen (de regio Dendermonde-Lokeren).

## Beschermingsgebied
Het beschermingsgebied van de Hulpverleningszone Oost beslaat ongeveer 290 km² en omvat 8 gemeenten die gezamenlijk een bevolking van ongeveer 180.000 inwoners vertegenwoordigen. De Hulpverleningszone Oost grenst tevens aan de Hulpverleningszone Waasland, Brandweerzone Centrum, Hulpverleningszone Zuid-Oost, Brandweerzone Vlaams-Brabant West en Hulpverleningszone Rivierenland. 
Op 1 januari 2025 fuseren de gemeenten Lokeren en Moerbeke tot 1 grote stad. Tegelijkertijd stapt Wichelen over vanuit de hulpverleningszone Zuid-Oost. Hierdoor breidt het beschermingsgebied vanaf 1/1/2025 uit met de oppervlakte van Moerbeke. De zone telt dan 9 brandweerposten.
De onderstaande lijst geeft een overzicht van de 8 gemeenten en hun kenmerken:
| Gemeente    | Bevolkingsaantal (01/01/2024) | Oppervlakte (in km²) |
| ----------- | ----------------------------- | -------------------- |
| Berlare     | 15.486                        | 37,82                |
| Buggenhout  | 14.957                        | 25,25                |
| Dendermonde | 47.185                        | 55,67                |
| Hamme       | 25.554                        | 40,21                |
| Lebbeke     | 20.059                        | 26,92                |
| Lokeren     | 50.312                        | 106,17               |
| Wichelen    | 12.032                        | 22,87                |
| Zele        | 21.501                        | 33,06                |
| TOTAAL      | 207.086                       | 347,97               |

## Brandweerposten
| Brandweerpost | Gemeente    | Opmerking                                                                                              |
| ------------- | ----------- | --- |
| Berlare       | Berlare     | |
| Buggenhout    | Buggenhout  | Geopend in 2022. Vervangt oude post aan station Buggenhout                                             |
| Dendermonde   | Dendermonde | Hoofdpost. Nieuwbouw geopend in 2023 ter vervanging van aparte gebouwen administratie en brandweerpost |
| Hamme         | Hamme       | |
| Lebbeke       | Lebbeke     | |
| Lokeren       | Lokeren     | Nieuwe kazerne in aanbouw, vervangt verouderde post.                                                   |
| Moerbeke      | Moerbeke    | In aanbouw, opent in 2025 wanneer Moerbeke deel wordt van Lokeren.                                     |
| Wichelen      |             | Sinds 2025 aangesloten bij Zone Oost                                                                   |
| Zele          | Zele        | Nieuwe kazerne in aanbouw, opent in 2024 en vervangt oude post.                                        |